# Ishinga (meteoryt)
Ishinga – meteoryt kamienny należący do chondrytów oliwinowo-bronzytowych H, spadły 8 października 1954 roku około godziny 15.00 lokalnego czasu w pobliżu miejscowości Mbeya w Tanzanii. Główne fragmenty pozyskanej materii meteorytowej mają masę 1019 g i 127 g.